# Racing Point
Racing Point, oficjalnie BWT Racing Point F1 Team, poprzednio Racing Point Force India F1 Team oraz SportPesa Racing Point F1 Team – zespół i konstruktor Formuły 1 z siedzibą w Silverstone, założony w 2018 roku. Jako konstruktor uczestniczył w mistrzostwach świata w latach 2019–2020, po czym został zastąpiony przez Aston Martin F1.

## Historia

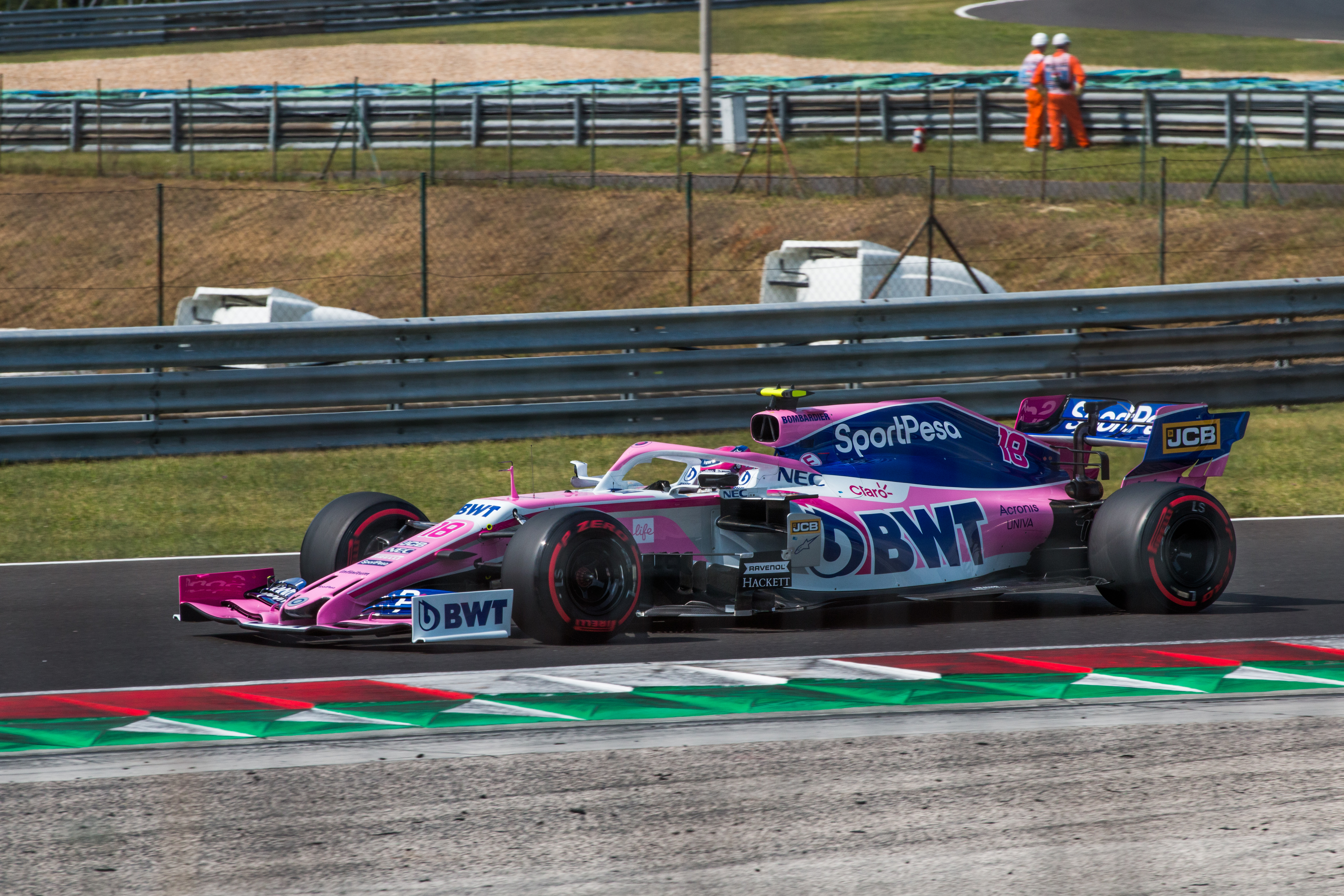
Lance Stroll podczas GP Węgier w 2019 r.

W lipcu 2018 roku zespół Sahara Force India F1 Team wskutek problemów finansowych trafił pod kontrolę administratora. Na początku sierpnia zespół został przejęty przez konsorcjum Racing Point UK Limited, na czele którego stanął Lawrence Stroll. Kwota zakupu wyniosła 90 milionów dolarów. Nowy twór otrzymał nazwę Racing Point Force India F1 Team i wystartował pod brytyjską licencją, mimo to zachowano „Force India” jako nazwę konstruktora. Wskutek faktu, iż formalnie był to nowy zespół, punkty Force India zdobyte w sezonie 2018 do Grand Prix Węgier zostały skasowane. Kierowcami pozostali dotychczasowi zawodnicy Force India, to jest Sergio Pérez i Esteban Ocon. Od Grand Prix Belgii 2018 do końca sezonu Force India wywalczyło 52 punkty, co umożliwiło ekipie zajęcie siódmego miejsca w klasyfikacji konstruktorów.
Na sezon 2019 zmieniono nazwę zespołu na Racing Point F1 Team, a nazwę konstruktora na Racing Point. Kierowcami zostali Sergio Pérez i Lance Stroll. 13 lutego oficjalnie zaprezentowano bolid na sezon 2019, model RP19. Tego samego dnia ogłoszono również sponsora tytularnego, którym zostały zakłady bukmacherskie SportPesa. 
17 lutego 2020 zaprezentowano bolid RP20.
Przed Grand Prix Wielkiej Brytanii 2020 Pérez uzyskał pozytywny wynik testu na obecność SARS-CoV-2. Meksykanina zastąpił Nico Hülkenberg.
Podczas Grand Prix Eiflu 2020 Stroll został zastąpiony przez Nico Hülkenberga. Kanadyjczyk od momentu pojawienia się w Niemczech nie czuł się dobrze i narzekał m.in. na ból żołądka. Zespół z Silverstone podkreślił, że Stroll otrzymał negatywny wynik testu na obecność koronawirusa, więc w tym przypadku nie można mówić o chorobie COVID-19.
W związku z wykupieniem części akcji Astona Martina przez Lawrence'a Strolla od sezonu 2021 zespół zmienił nazwę na Aston Martin F1.

## Wyniki
| Sezon | Konstruktor               | Kierowcy        | Wyniki w poszczególnych eliminacjach | Wyniki w poszczególnych eliminacjach | Wyniki w poszczególnych eliminacjach | Wyniki w poszczególnych eliminacjach | Wyniki w poszczególnych eliminacjach | Wyniki w poszczególnych eliminacjach | Wyniki w poszczególnych eliminacjach | Wyniki w poszczególnych eliminacjach | Wyniki w poszczególnych eliminacjach | Wyniki w poszczególnych eliminacjach | Wyniki w poszczególnych eliminacjach | Wyniki w poszczególnych eliminacjach | Wyniki w poszczególnych eliminacjach | Wyniki w poszczególnych eliminacjach | Wyniki w poszczególnych eliminacjach | Wyniki w poszczególnych eliminacjach | Wyniki w poszczególnych eliminacjach | Wyniki w poszczególnych eliminacjach | Wyniki w poszczególnych eliminacjach | Wyniki w poszczególnych eliminacjach | Wyniki w poszczególnych eliminacjach | Wyniki kierowców | Wyniki kierowców | Wyniki konstruktora | Wyniki konstruktora |
| 2019  |                           |                 | Australia                            | Bahrajn                              |                                      | Azerbejdżan                          | Hiszpania                            | Monako                               | Kanada                               | Francja                              | Austria                              | Wielka Brytania                      | Niemcy                               | Węgry                                | Belgia                               | Włochy                               | Singapur                             | Rosja                                | Japonia                              | Meksyk                               | Stany Zjednoczone                    | Brazylia                             |                                      | Pkt.             | Msc.             | Pkt.                | Msc.                |
| ----- | ------------------------- | --------------- | ------------------------------------ | ------------------------------------ | ------------------------------------ | ------------------------------------ | ------------------------------------ | ------------------------------------ | ------------------------------------ | ------------------------------------ | ------------------------------------ | ------------------------------------ | ------------------------------------ | ------------------------------------ | ------------------------------------ | ------------------------------------ | ------------------------------------ | ------------------------------------ | ------------------------------------ | ------------------------------------ | ------------------------------------ | ------------------------------------ | ------------------------------------ | ---------------- | ---------------- | ------------------- | ------------------- |
| 2019  | Racing Point-BWT Mercedes | Sergio Pérez    | 13                                   | 10                                   | 8                                    | 6                                    | 15                                   | 12                                   | 12                                   | 12                                   | 11                                   | 17                                   | NU                                   | 11                                   | 6                                    | 7                                    | NU                                   | 7                                    | 8                                    | 7                                    | 10                                   | 9                                    | 7                                    | 52               | 10               | 73                  | 7                   |
| 2019  | Racing Point-BWT Mercedes | Lance Stroll    | 9                                    | 14                                   | 12                                   | 9                                    | NU                                   | 16                                   | 9                                    | 13                                   | 14                                   | 13                                   | 4                                    | 17                                   | 10                                   | 12                                   | 13                                   | 11                                   | 9                                    | 12                                   | 13                                   | 19†                                  | NU                                   | 21               | 15               | 73                  | 7                   |
| 2020  |                           |                 | Austria                              |                                      | Węgry                                | Wielka Brytania                      | Wielka Brytania                      | Hiszpania                            | Belgia                               | Włochy                               | Toskania                             | Rosja                                | Niemcy                               | Portugalia                           | Emilia-Romania                       | Turcja                               | Bahrajn                              | Bahrajn                              |                                      |                                      |                                      |                                      |                                      | Pkt.             | Msc.             | Pkt.                | Msc.                |
| 2020  | Racing Point-BWT Mercedes | Sergio Pérez    | 6                                    | 6                                    | 7                                    | WD                                   | –                                    | 5                                    | 10                                   | 10                                   | 5                                    | 4                                    | 4                                    | 7                                    | 6                                    | 2                                    | 18†                                  | 1                                    | NU                                   |                                      |                                      |                                      |                                      | 125              | 4                | 195                 | 4                   |
| 2020  | Racing Point-BWT Mercedes | Lance Stroll    | NU                                   | 7                                    | 4                                    | 9                                    | 6                                    | 4                                    | 9                                    | 3                                    | NU                                   | NU                                   | WD                                   | NU                                   | 13                                   | 9                                    | NU                                   | 3                                    | 10                                   |                                      |                                      |                                      |                                      | 75               | 11               | 195                 | 4                   |
| 2020  | Racing Point-BWT Mercedes | Nico Hülkenberg | –                                    | –                                    | –                                    | NW                                   | 7                                    | –                                    | –                                    | –                                    | –                                    | –                                    | 8                                    | –                                    | –                                    | –                                    | –                                    | –                                    | –                                    |                                      |                                      |                                      |                                      | 10               | 15               | 195                 | 4                   |